# Confédération générale du royaume de Pologne
1812–1813
Entités précédentes :
- Duché de Varsovie

Entités suivantes :
- Empire russe

La Confédération générale du royaume de Pologne (qui exista du 28 juin 1812 au 30 avril 1813 ; nommée en polonais Konfederacja Generalna Królestwa Polskiego) était un organe législatif du duché de Varsovie, créé par Napoléon Bonaparte et l'élite politique polonaise au début de la campagne de Napoléon contre la Russie, que les Polonais qualifient de « guerre russo-polonaise ». Il s'agissait d'un Sejm confédéré. Officiellement constituée le 28 juin 1812, la Confédération a supervisé la transformation formelle du duché de Varsovie en un « royaume de Pologne ».
L'État nouvellement renommé revendiquait le territoire annexé par l'Empire russe lors des partages de la Pologne, les « terres prises » (en polonais Ziemie zabrane), lesquelles furent officiellement reprises en juillet 1812. Après la défaite de Napoléon en 1813 et l'occupation russe du Duché, les acquis de la Confédération furent rendus nuls dans la pratique.

## Origine
Napoléon présente le projet de création de la Confédération à Poznań, le 31 mai 1812 ; il avait auparavant discuté de cette question avec Tadeusz Matuszewicz, le ministre du Trésor du Duché. Pour concrétiser ce projet, le roi de Saxe et duc de Varsovie, Frédéric-Auguste Ier, publia le 26 mai un décret dans lequel il cédait ses pouvoirs au Conseil des ministres (Rada Ministrów Księstwa Warszawskiego), ne conservant que le droit de nommer et de révoquer les ministres et d'influencer la loi. Le rétablissement du royaume de Pologne avait pour but de renforcer l'alliance franco-polonaise dans le contexte de la guerre contre la Russie. Ce faisant, la Grande Armée figurait comme une force libératrice, en entrant dans les territoires perdus par la Russie.

## Gouvernement

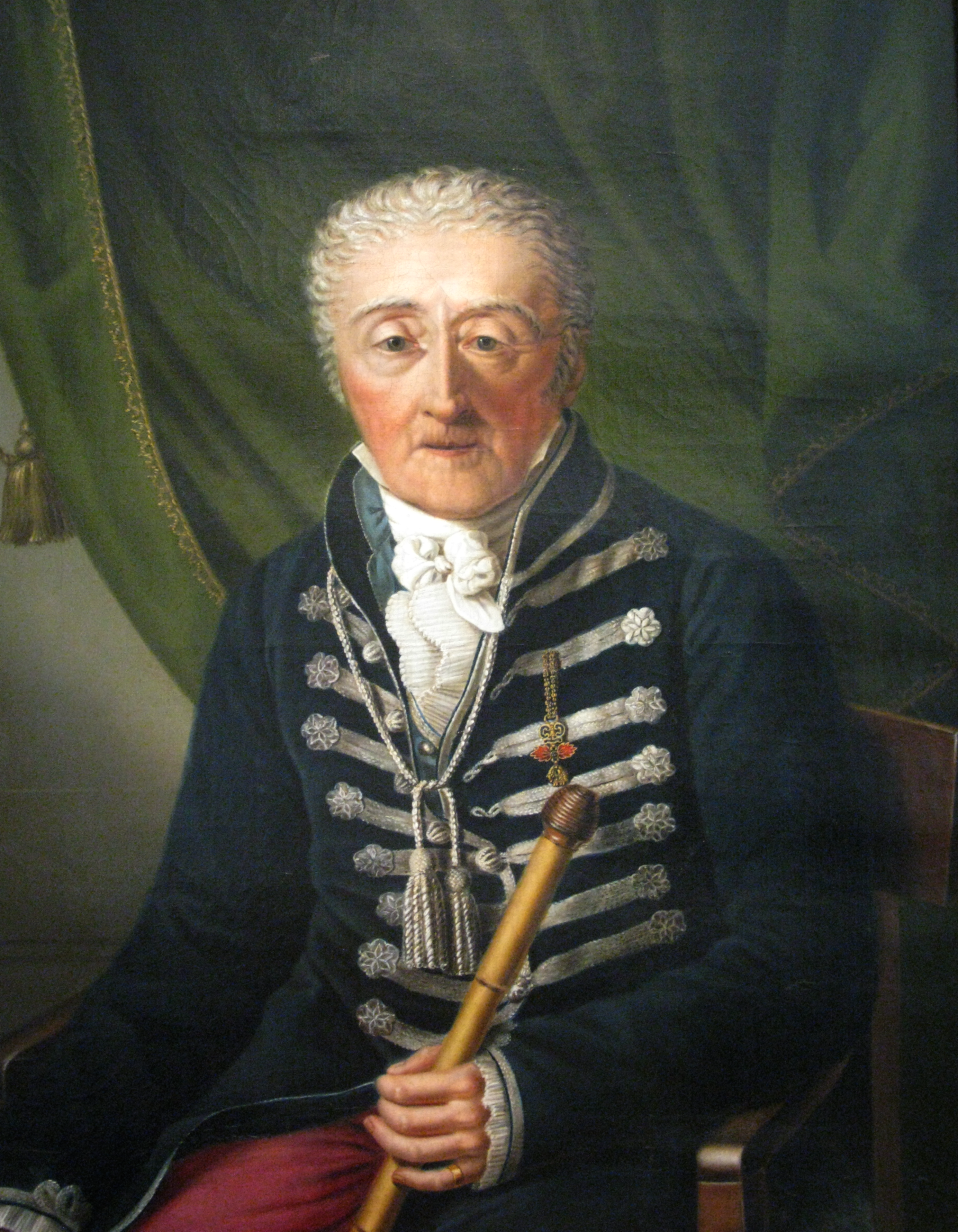
Adam Kazimierz Czartoryski, le maréchal de la Confédération générale

Adam Kazimierz Czartoryski est nommé maréchal de la Confédération. Le pouvoir exécutif fut confié à un organe appelé « Conseil général de la Confédération » (en polonais Rada Generalna Konfederacji ou Generalność ). Les membres en comprenaient Mgr Jan Klemens Gołaszewski, Kajetan Koźmian, Aleksander Linowski, Antoni Ostrowski, Mgr Karol Skórkowski, Fryderyk Skórzewski, Franciszek Wężyk, Stanisław Kostka Zamoyski, Marcin Badeni, Joachim Owidzki, et Franciszek Łubieński. L'acte officiel de formation du conseil a été ajouté à « La Métrique de la Couronne » (en latin Metrica Regni Poloniae, en polonais Metryka Koronna), le registre des documents, actes et lettres de l'État polonais remontant aux années 1400, établissant ainsi une continuité entre la Confédération et la désormais défunte République des Deux Nations.

## Mandat
La Confédération cherchait en effet à rétablir le système politique de la république des Deux Nations, y compris ses armoiries et ses couleurs, blanc et cramoisi. Sa formation a été accueillie avec un grand enthousiasme dans tout le pays et de nombreux parlements locaux assemblés à la hâte ont accepté à l'unanimité de rejoindre la confédération.
Le 11 juillet, Napoléon reçoit une délégation du Conseil général conduite par Józef Wybicki. La délégation a imploré l'empereur de restaurer pleinement le royaume de Pologne, mais sans succès. (Napoléon était allié à l'Empire autrichien, l'un des pays partageurs de la Pologne, et ne pouvait donc pas s'engager à restituer une quelconque partie du territoire annexé).
Après le 14 juillet, la Confédération prend officiellement le contrôle administratif des territoires russo-lituaniens conquis par les forces napoléoniennes. Une commission spéciale a été créée à cet effet.
Face à l'occupation de la Pologne par les forces russes, à partir du 30 avril 1813, la Confédération cessa ses activités.